# Prairie City (Iowa)
Prairie City és una població dels Estats Units a l'estat d'Iowa. Segons el cens del 2000 tenia 1.365 habitants.

## Demografia
Segons el cens del 2000, Prairie City tenia 1.365 habitants, 553 habitatges, i 388 famílies. La densitat de població era de 458,3 habitants/km².
Dels 553 habitatges en un 32% hi vivien nens de menys de 18 anys, en un 62,2% hi vivien parelles casades, en un 5,6% dones solteres, i en un 29,8% no eren unitats familiars. En el 27,5% dels habitatges hi vivien persones soles el 15,4% de les quals corresponia a persones de 65 anys o més que vivien soles. El nombre mitjà de persones vivint en cada habitatge era de 2,4 i el nombre mitjà de persones que vivien en cada família era de 2,93.
Per edats la població es repartia de la següent manera: un 23,9% tenia menys de 18 anys, un 5,5% entre 18 i 24, un 28,4% entre 25 i 44, un 22,7% de 45 a 60 i un 19,5% 65 anys o més.
L'edat mediana era de 40 anys. Per cada 100 dones de 18 o més anys hi havia 85,9 homes.
La renda mediana per habitatge era de 42.750 $ i la renda mediana per família de 54.205 $. Els homes tenien una renda mediana de 32.389 $ mentre que les dones 25.500 $. La renda per capita de la població era de 19.864 $. Entorn del 3,4% de les famílies i el 5,6% de la població estaven per davall del llindar de pobresa.

## Poblacions més properes
El següent diagrama mostra les poblacions més properes.